# Volyana (inslagkrater)
Volyana is een inslagkrater op de planeet Venus. Volyana werd in 1997 genoemd naar Volyana, een Romani meisjesnaam.
De krater heeft een diameter van 5,3 kilometer en bevindt zich ten oosten van Auska Dorsum in het quadrangle Lakshmi Planum (V-7).